# Prionus potaninei
Prionus potaninei är en skalbaggsart som beskrevs av Auguste Lameere 1912. Prionus potaninei ingår i släktet Prionus och familjen långhorningar. Inga underarter finns listade i Catalogue of Life.